# Top Eleven Football Manager
Top Eleven Football Manager је онлајн симулација фудбал менаџера развијена од стране компаније Nordeus. Игра је доступна на социјалној мрежи Фејсбук. Топ Елевен је објављен у мају 2010, и од тада је рејтинг 4.8 од 5. Игра је настала у недостатку фудбал менаџер игрица за социјалне мреже. Концепт играња је сличан играма развијених од стране већ познатих компанија Eidos Interactive и њихове игре Football Manager и Electronic Arts-овог Premier Managerа које већ годинама играју милиони љубитеља фудбала. Топ Елевен је успео да пренесе изглед и доживљај игара за десктоп рачунаре на Фејсбук.

## Игра
На самом почетку, играч бира националност, језик и креира свој клуб. Даје му име о бира боје дресова и дизајнира грб. Након овога играч започиње у једној од лига са осталих 13 тимова. Програм ће покушати да групише што више пријатеља у исту лигу. Једна сезона траје 28 дана, и свакога дана тимови играју једну лигашку утакмицу, а у зависности од успеха у претходним сезонама можда и утакмице Лиге Шампиона и Купа. Најбољи тимови (првих 4) на крају сезоне биће квалификовани за Лигу Шампиона следеће сезоне. Првих 7 тимова напрадују на следећи ниво и следеће сезоне ће играти у лиги са клубовима истог нивоа. Програм ће при генерисању лига поново покушати да групише што више пријатеља у исту лигу.
Сваки корисник има потпуну контролу над својим тимом. Има могућност тренирања тима, подешавање тактике, измене играча и куповине и продаје на тржишту играча на коме куповине и продаје обављају у реалном времену. Сви мечеви се могу пратити уживо и играч има могућност реаговања и промене тактике или замене играча. Корисници контролишу и градњу клупске инфрастрктуре (стадион, рефлектори, трава, медицинске зграде, седишта, тренинг терени ...) која има утицај на одређене делове игре. На пример, већи стадион може да прими више гледалаца, који ће клубу донети више новца, а тиму ће већи број гледалаца подићи морал.
Финасије клуба су веома битне. Играч током сезоне потписује спонзорске уговоре који му доносе токене и новац. Новац још зарађује тако што продаје играче на тржишту играча и одређује цене карата на утакмицама. Поред новца, играчима су потребни и Токени (Топ Елевен виртуелна валута) која се може купити онлајн - кредитним картицама, ваучерима или путем смс порука. Токени могу бити коришћени за убрзање градње, бидовање на аукцијама за играче или за промену идентитета клуба. Такође играч може подићи кондицију, морал или лечити од повреда своје играче.